# Падога (деревня)
Падога — деревня в Большелуцком сельском поселении Кингисеппского района Ленинградской области.

## История
Впервые упоминается в писцовых книгах Шелонской пятины от 1571 года как деревня Подога — 3 обжи в Ямском Окологородье.
Затем как деревня Podoga Mäschoua by — 3 обжи, в шведских писцовых книгах 1618—1623 годов.
На карте Ингерманландии А. И. Бергенгейма, составленной по шведским материалам 1676 года, она обозначена как деревня Padoga при мызе Padoga Hoff.
На шведской «Генеральной карте провинции Ингерманландии» 1704 года — как деревня Padoga при мызе Padoga hof.
Мыза Подога упомянута на «Географическом чертеже Ижорской земли» Адриана Шонбека 1705 года.
Деревня Подога обозначена на карте Ингерманландии А. Ростовцева 1727 года.
На карте Санкт-Петербургской губернии Я. Ф. Шмидта 1770 года упоминается деревня Падога.
На карте Санкт-Петербургской губернии Ф. Ф. Шуберта 1834 года обозначена деревня Падога, состоящая из 24 крестьянских дворов и к югу от неё мыза Падожская.

ПОДОГА — деревня принадлежит коллежской советнице Бибиковой, число жителей по ревизии: 92 м. п., 118 ж. п. (1838 год)

Согласно карте профессора С. С. Куторги 1852 года на месте деревни находилась мыза Подажская.

ПОДОГА — деревня вдовы коллежского советника Бибиковой, 21 верста по почтовой, а остальное по просёлкам, число дворов — 32, число душ — 83 м. п. (1856 год)

ПАДОГА — деревня, число жителей по X-ой ревизии 1857 года: 92 м. п., 97 ж. п., всего 189 чел.

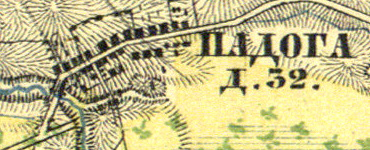
Деревня Падога на карте 1860 года

Согласно «Топографической карте частей Санкт-Петербургской и Выборгской губерний» в 1860 году деревня называлась Падога и насчитывала 32 крестьянских двора.

ПОДОГА — мыза владельческая при реках Луге и Подожице, число дворов — 1, число жителей: 1 м. п., 2 ж. п.;

ПОДОГА — деревня владельческая при реке Подожице и пруде, число дворов — 25, число жителей: 93 м. п., 104 ж. п. (1862 год)

В 1871—1873 годах временнообязанные крестьяне деревни Подоги выкупили свои земельные наделы у О. П. Веймарн и стали собственниками земли.

ПАДОГА — деревня, по земской переписи 1882 года: семей — 34, в них 98 м. п., 98 ж. п., всего 196 чел.

Согласно материалам по статистике народного хозяйства Ямбургского уезда 1887 года мызы Александровская Горка и Подога общей площадью 3352 десятины принадлежали графу Александру Александровичу Лидерс-Веймарну, мызы были приобретены в 1883 году за 60 500 рублей. Кузница и ветряная мельница сдавались в аренду.

ПАДОГА — деревня, число хозяйств по земской переписи 1899 года — 30, число жителей: 72 м. п., 84 ж. п., всего 156 чел.;
 разряд крестьян: бывшие владельческие; народность: русская

В конце XIX — начале XX века деревня административно относилась к Горской волости 2-го стана Ямбургского уезда Санкт-Петербургской губернии.
По данным «Памятных книжек Санкт-Петербургской губернии» за 1900 и 1905 годы мызы Падога и Александрова Горка общей площадью 2188 десятин принадлежали корнету запаса гвардии кавалерии барону Владимиру Владимировичу Меллер-Закомельскому.
С 1917 по 1927 год деревня Падога входила в состав Горкской волости Кингисеппского уезда.
Согласно данным переписи населения СССР 1926 года в деревне Падога Александро-Горского сельсовета проживали 146 человек, большинство русские, а также финны и эстонцы.
С февраля 1927 года в составе Кингисеппской волости. С августа 1927 года в составе Кингисеппского района.
С 1928 года в составе Большелуцкого сельсовета. В 1928 году население деревни Падога составляло 183 человека.
По данным 1933 года деревня Падога являлась административным центром Большелуцкого сельсовета Кингисеппского района, в который входили 10 населённых пунктов: деревни Александровская Горка, Большой Луцк, Жабино, Калмотка, Кузьмино, Малый Луцк, Падога, Юркино, посёлок Ново-Стеклянный и выселок Александровская Горка, общей численностью 1270 человек.

План деревни Падога. 1938 год

Согласно топографической карте 1938 года деревня насчитывала 32 двора.
C 1 августа 1941 года по 31 января 1944 года деревня находилась в оккупации.
В 1958 году население деревни Падога составляло 139 человек.
По данным 1966, 1973 и 1990 годов деревня Падога также входила в состав Большелуцкого сельсовета.
В 1997 году в деревне Падога Большелуцкой волости проживали 48 человек, в 2002 году — 49 человек (русские — 90 %), в 2007 году — 43.

## География
Деревня расположена в центральной части района близ автодороги А180 (E 20) (Санкт-Петербург — Ивангород — граница с Эстонией) «Нарва».
Расстояние до административного центра поселения — 3 км.
Расстояние до ближайшей железнодорожной станции Кингисепп — 7 км.
Деревня находится на левом берегу реки Луга у места впадения в неё реки Падожница.

## Демография
| 1862 | 2007 | 2010 | 2017 |
| ---- | ---- | ---- | ---- |
| 200  | ↘43  | ↗77  | ↘55  |

### Национальный состав
Согласно данным Всероссийской переписи населения 2021 года в деревне проживали 60 человек, из них:
 русские — 54, таджики — 5, чуваши — 1 человек.